# Crazy from the Heat
Crazy from the Heat es un EP del cantante estadounidense David Lee Roth. Fue su primer trabajo discográfico como solista, lanzado el 28 de enero de 1985, cuando aún era parte de la agrupación Van Halen.

## Lista de canciones
1. "easy street" (Dan Hartman) – 3:45
2. "Medley: Just a Gigolo/I Ain't Got Nobody" (Irving Caesar, Leonello Casucci) (Roger Graham, Spencer Williams) – 4:39
3. "California girls" (Brian Wilson, Mike Love) – 2:50
4. "Coconut Grove" (John Sebastian, Zal Yanovsky) – 2:52

## Créditos
- David Lee Roth - voz
- Dean Parks - guitarra
- Eddie Martinez - guitarra
- Sid McGinnis - guitarra
- Willie Weeks - bajo
- John Robinson - batería
- Sammy Figueroa - percusión
- James Newton Howard - teclados
- Edgar Winter - teclados, saxo
- Brian Mann - teclados
- Carl Wilson - coros
- Christopher Cross - coros

## Posicionamiento

### Álbum
| Año  | Lista             | Posición |
| ---- | ----------------- | -------- |
| 1985 | The Billboard 200 | 15       |

### Sencillos
| Año  | Sencillo                                   | Lista                  | Posición |
| ---- | ------------------------------------------ | ---------------------- | -------- |
| 1985 | "California Girls"                         | Adult Contemporary     | 29       |
| 1985 | "California Girls"                         | The Billboard Hot 100  | 3        |
| 1985 | "California Girls"                         | Mainstream Rock Tracks | 3        |
| 1985 | "Easy Street"                              | Mainstream Rock Tracks | 14       |
| 1985 | "Medley: Just a Gigolo/I Ain't Got Nobody" | Mainstream Rock Tracks | 25       |
| 1985 | "Medley: Just a Gigolo/I Ain't Got Nobody" | The Billboard Hot 100  | 12       |